# Pence (hrabstwo Iron)
Pence – jednostka osadnicza w Stanach Zjednoczonych, w stanie Wisconsin, w hrabstwie Iron.